# Monanthes pumila
Monanthes pumila är en fetbladsväxtart som beskrevs av David Bramwell och Rowley. Monanthes pumila ingår i släktet Monanthes och familjen fetbladsväxter. Inga underarter finns listade i Catalogue of Life.